# Scott McClellan
Scott McClellan, född 14 februari 1968 i Austin, Texas i USA, är före detta pressekreterare i Vita huset. McClellan har en kandidatexamen i statsvetenskap från University of Texas.
McClellan började sin bana inom politiken som kampanjchef i tre ämbetsval för sin mor, Carole Keeton Strayhorn, och var senare stabschef för Texas-senatorn Tom Haywood innan han blev talesman för George W. Bush då denne var guvernör i Texas. McClellan var sedan inblandad i Bush-Cheney-kampanjen 2000 där han arbetade som resande presstalesman. Posten som Vita husets pressekreterare tillträdde han 15 juli 2003, då han efterträdde Ari Fleischer. 9 april 2006 meddelade McClellan sin avgång och efterträddes i maj 2006 av Tony Snow.
I maj 2008 publicerades McClellans memoarer, med titeln What Happened. Boken är en kritisk tillbakablick på tiden i Vita huset och på det sätt som politiken bedrevs. Bland annat kritiseras hur upptakten till invasionen i Irak 2003 hanterades och hur President Bushs chefsstrateg Karl Rove och vicepresident Cheneys stabschef Lewis "Scooter" Libby hade gett McClellan falska uppgifter att förmedla om hur det gick till då CIA-agenten Valerie Plame Wilson avslöjades.